# Utricularia cornuta
Utricularia cornuta — вид рослин із родини пухирникових (Lentibulariaceae).

## Біоморфологічна характеристика
Листки прості, почергові, є один листок на вузол уздовж стебла, край листової пластинки цільний. Листя в основному приховані, інтегровані в поверхню мулистого ґрунту; іноді листки відсутні. Квіткові стебла зелені чи жовто-зелені. Суцвіття з 1–6 1.3–1.9 см яскраво-жовтих квіток на вершині переважно голого стебла. Тичинок 1 чи 2. Плід — коробочка 3.8–5 мм.

## Середовище проживання
Зростає в Північній Америці: Канада (Саскачеван, Квебек, Острів Принца Едуарда, Онтаріо, Нова Шотландія, Ньюфаундленд I, Нью-Брансвік, Манітоба, Лабрадор, Альберта); США (Массачусетс, Меріленд, Мен, Луїзіана, Кентуккі, Індіана, Іллінойс, Джорджія, Флорида, Делавер, Коннектикут, Аляска, Алабама, Мічиган, Міннесота, Міссісіпі, Західна Вірджинія, Вісконсин, Вашингтон, Вермонт, Техас, Теннессі, Південна Кароліна, Род-Айленд, Пенсильванія, Огайо, Північна Кароліна, Нью-Йорк, Нью-Джерсі, Нью-Гемпшир).
Вид росте на болотах, болотах (багатих кальцієм), на берегах річок або озер, на болотах і на околицях водно-болотних угідь.

## Використання
Використовується в садівництві й торгується серед ентузіастів у невеликих масштабах. Значної комерційної торгівлі цим видом немає.